# Shimoda, Shizuoka
Shimoda (japanska: 下田市?, Shimoda-shi) är en stad på Izuhalvön i Shizuoka prefektur i Japan. Staden fick stadsrättigheter 1971.